# Savoy (Massachusetts)
Savoy és una població dels Estats Units a l'estat de Massachusetts. Segons el cens del 2000 tenia 705 habitants.

## Demografia
Segons el cens del 2000, Savoy tenia 705 habitants, 287 habitatges, i 202 famílies. La densitat de població era de 7,6 habitants/km².
Dels 287 habitatges en un 31% hi vivien nens de menys de 18 anys, en un 60,3% hi vivien parelles casades, en un 5,6% dones solteres, i en un 29,6% no eren unitats familiars. En el 23,3% dels habitatges hi vivien persones soles el 7% de les quals corresponia a persones de 65 anys o més que vivien soles. El nombre mitjà de persones vivint en cada habitatge era de 2,45 i el nombre mitjà de persones que vivien en cada família era de 2,9.
Per edats la població es repartia de la següent manera: un 24,4% tenia menys de 18 anys, un 5,4% entre 18 i 24, un 30,5% entre 25 i 44, un 29,5% de 45 a 60 i un 10,2% 65 anys o més.
L'edat mediana era de 40 anys. Per cada 100 dones de 18 o més anys hi havia 107,4 homes.
La renda mediana per habitatge era de 41.477 $ i la renda mediana per família de 50.114$. Els homes tenien una renda mediana de 36.500 $ mentre que les dones 28.182$. La renda per capita de la població era de 20.223$. Entorn del 4,9% de les famílies i el 5,4% de la població estaven per davall del llindar de pobresa.